# Petr Váňa
Petr Váňa (* 22. dubna 1965) je český sochař.

## Život
Sochařství se začal věnovat ve třinácti letech. Nejdříve jako žák sochaře Jiřího Seiferta a potom sochaře Jindřicha Severy. Vystudoval obor sochařství na střední umělecko-průmyslové škole kamenické a sochařské v Hořicích. Roku 1984 byl přijat na Akademii výtvarných umění v Praze a v roce 1990 školu ukončil.

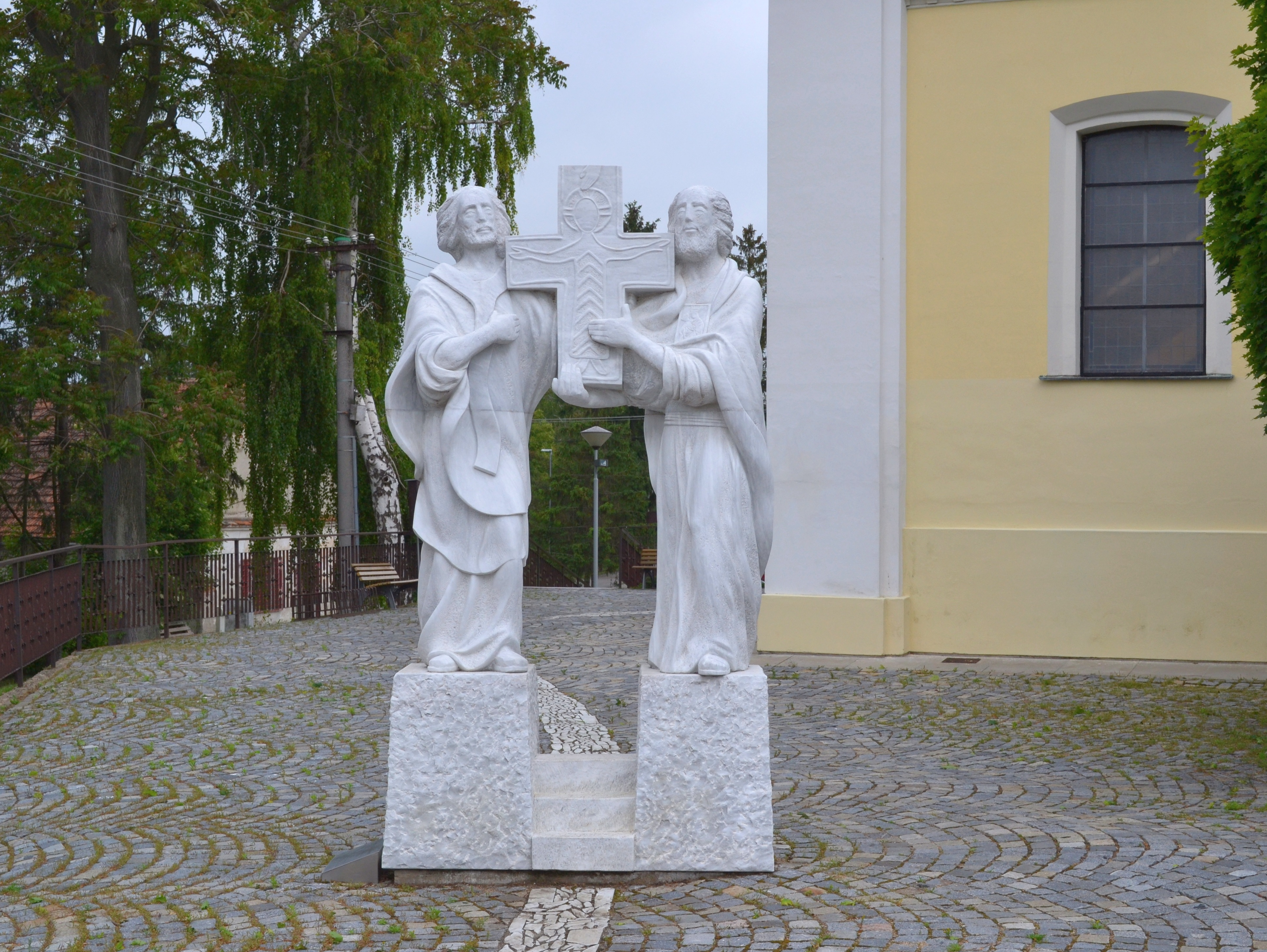
Sousoší svatých Cyrila a Metoděje v Moutnici z roku 2013

Zabývá se sochařskou tvorbou při obnově sakrálních staveb, volnou tvorbou, restaurováním uměleckých památek a dalšími projekty. Realizoval řadu kopií barokních soch. Spolupracoval s Lapidáriem Národního muzea, do něhož přestěhoval a restauroval dvě Bendlovy sochy Církevních otců ze štítu kostela sv. Salvátora v pražském Klementinu, jež na místě nahradil vlastními kopiemi, stejně jako sousoší Vzkříšení Krista z nádvoří pražské Lorety.
Od roku 1997 pracoval na obnově mariánského sloupu pro Prahu, kterou se v roce 2020 podařilo dokončit. Souběžně se věnoval i mnoha dalším projektům, z nichž většina je realizována v Česku na veřejně dostupných místech. Řada jeho originálních prací menšího formátu je i v galeriích nebo v soukromých sbírkách.

## Některé projekty

### Mariánský sloup pro Prahu
V roce 1997 byl Petr Váňa osloven Společností pro obnovu Mariánského sloupu s žádostí o kalkulaci a později i o zhotovení repliky mariánského sloupu pro Staroměstské náměstí v Praze. Postupně se mu projekt tak zalíbil, že na něm s dalšími kolegy – kamenickou hutí (kromě Petra Váni ji tvoří ještě Petr Beneš, Petr Piekarz, Hynek Shejbal a Tomáš Váňa) – pracovali zadarmo. Tato barokní památka, která byla v listopadu 1918 zničena, byla v červnu 2020 obnovena. V roce 2023 pokračovaly práce čtyř vybraných sochařů na zhotovení soch andělů, pro které jsou připraveny zatím prázdné podstavce; Petr Váňa pracuje ve svém ateliéru v Karlíku na soše anděla srážejícího ďábla kopím, který symbolizuje Moudrost.

Vyzdvižení sochy Panny Marie dne 4. června 2020
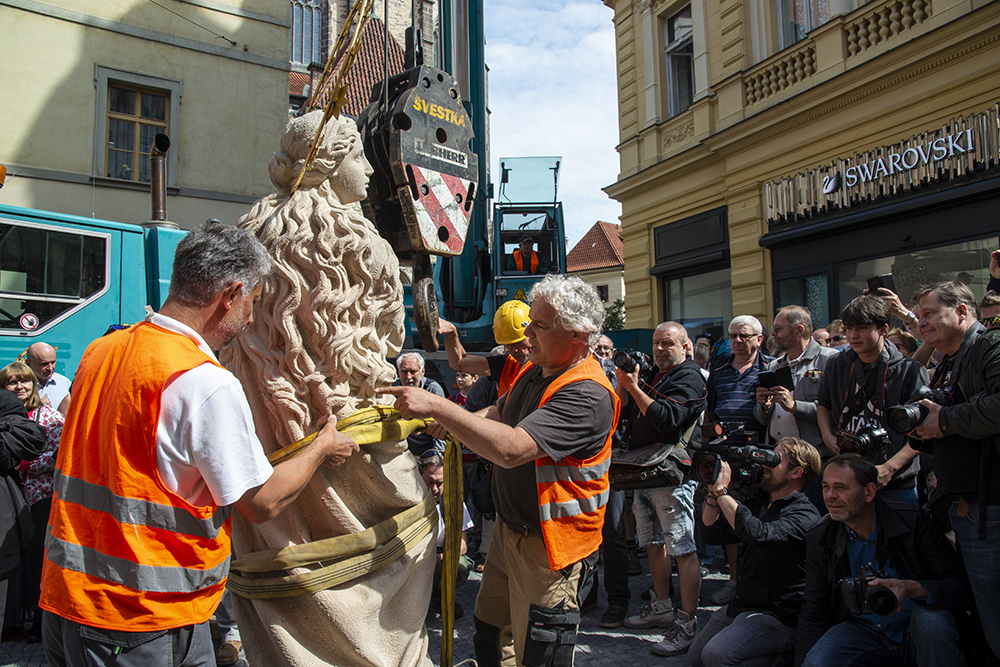
Příprava sochy před vyzdvižením
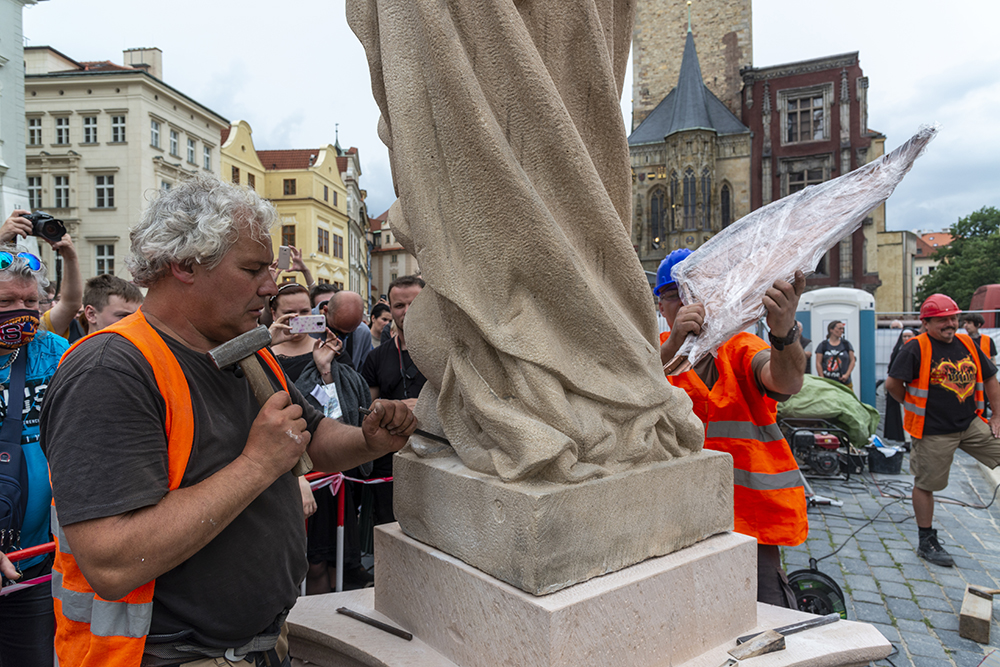
Poslední úpravy před vyzdvižením sochy
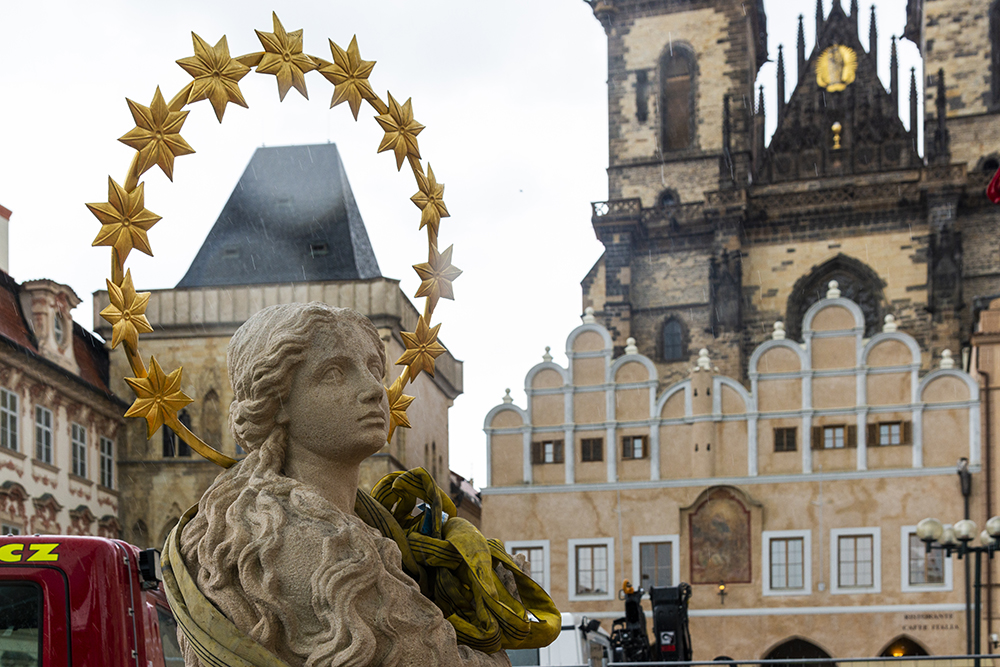
Detail sochy Panny Marie
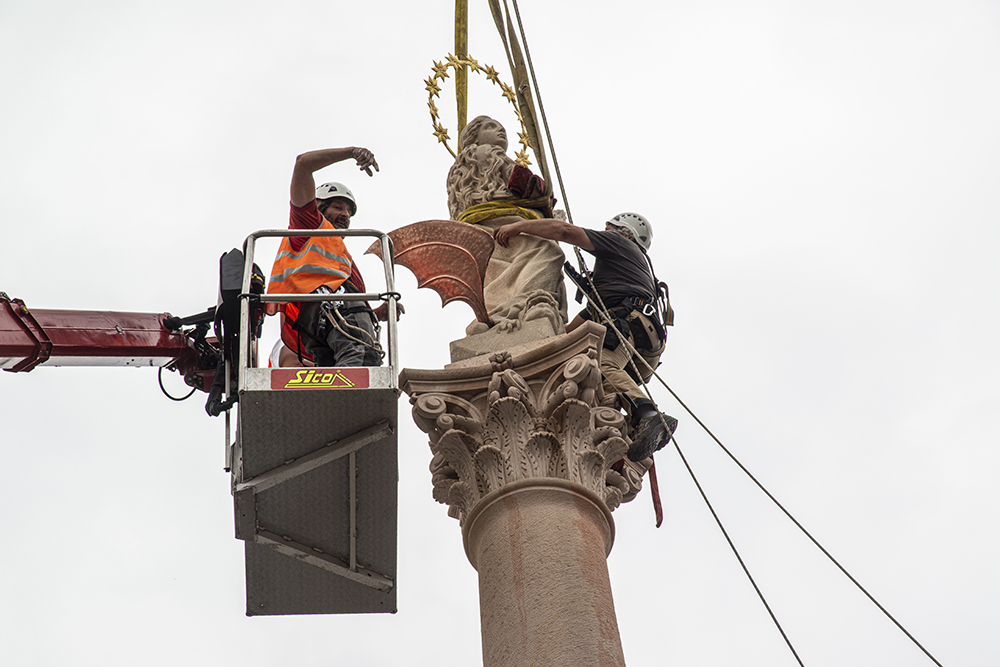
Sochař Petr Váňa umisťuje sochu na vrchol sloupu

### Sochařské symposium Cesta mramoru Dobřichovice
Petr Váňa je zakladatelem a prezidentem sochařského symposia, které se od roku 2003 koná v Dobřichovicích. Jsou zváni zajímaví autoři, kteří jednou za dva až tři roky tvoří měsíc v létě sochy. Ty jsou následně další rok umisťovány na chodník Cesta mramoru, který spojuje Dobřichovice a 1 km vzdálený Karlík. V roce 2003 na symposiu Petr Váňa vytvořil sochu Příběh.

### Sousoší Géniů pro Národní muzeum

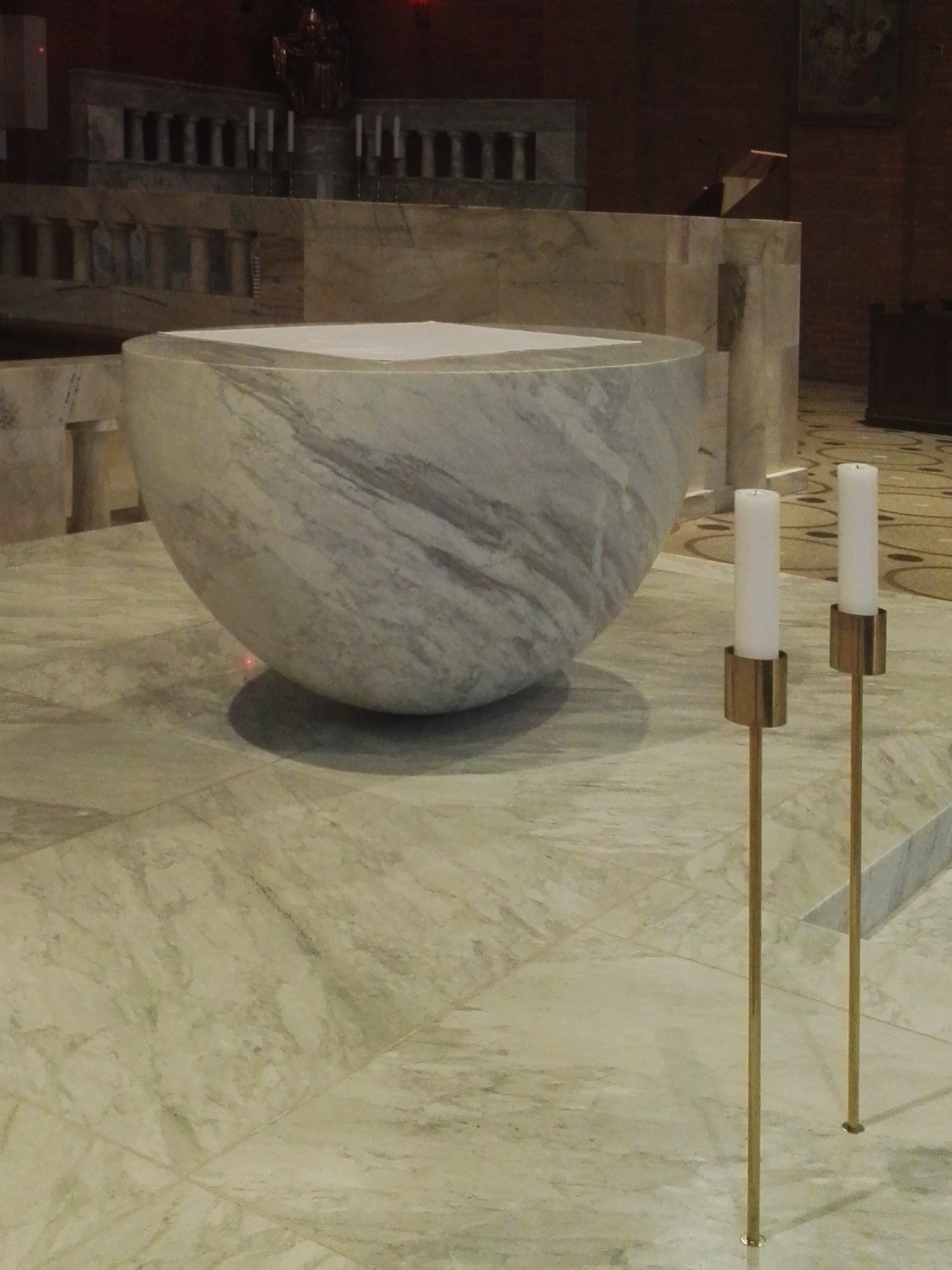
Oltář v kostele Nejsvětějšího srdce Páně

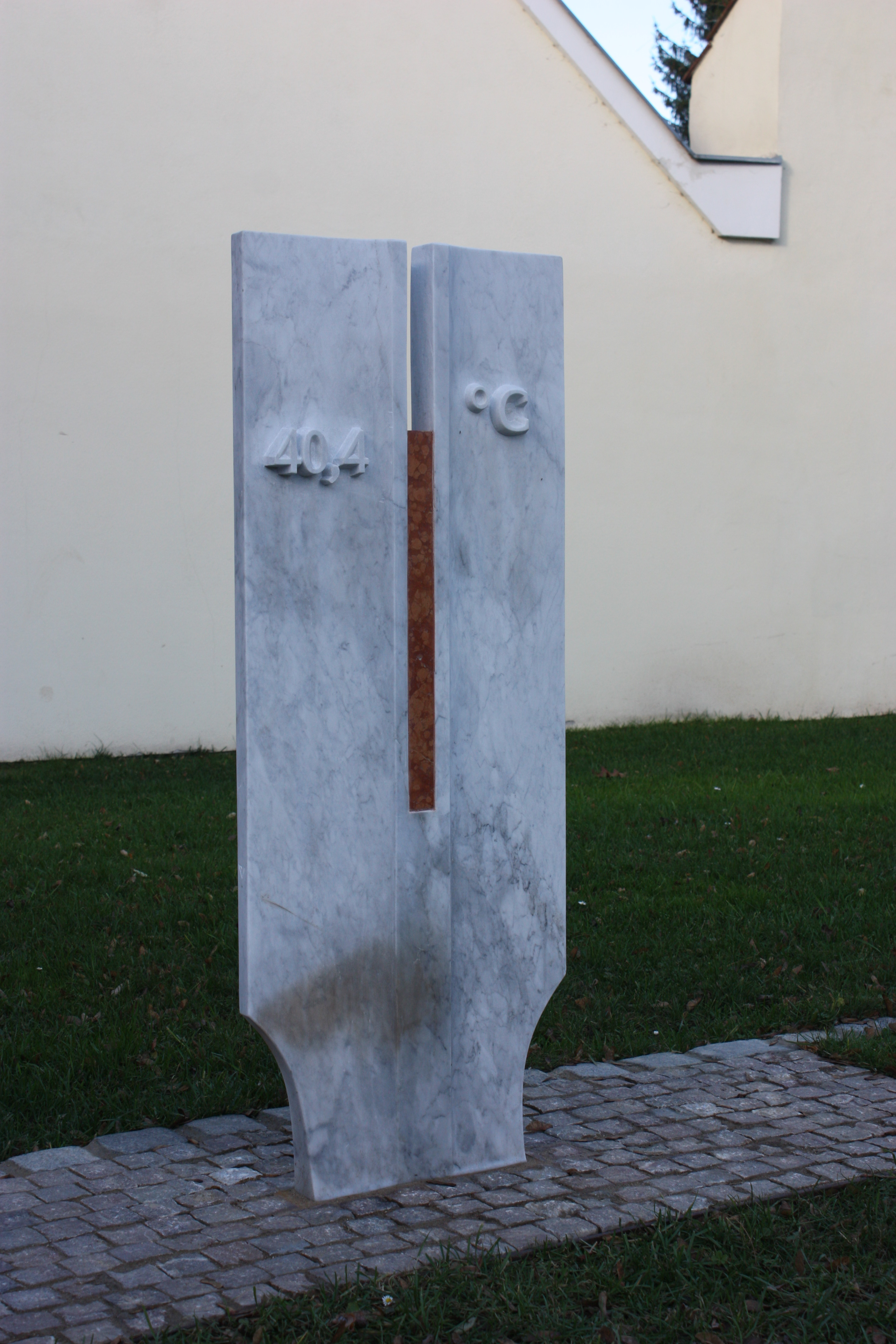
Socha Teploměr z roku 2013 v Dobřichovicích

Sousoší Géniů, vysekané z pískovce podle modelu zhotoveného sochařem Antonínem Poppem, bylo na vrchol tympanonu nad hlavním průčelím historické budovy Národního muzea osazeno v roce 1889. V roce 2006, ještě před zahájením rekonstrukce muzejní budovy, bylo deinstalováno a v ateliéru Petra Váni následně restaurováno. Po průzkumu bylo rozhodnuto, že pro ochránění originálu sousoší je nejvhodnější vytvořit kopii a originál instalovat v interiéru muzea. To také bylo v roce 2017 realizováno.

### Socha pod vodou

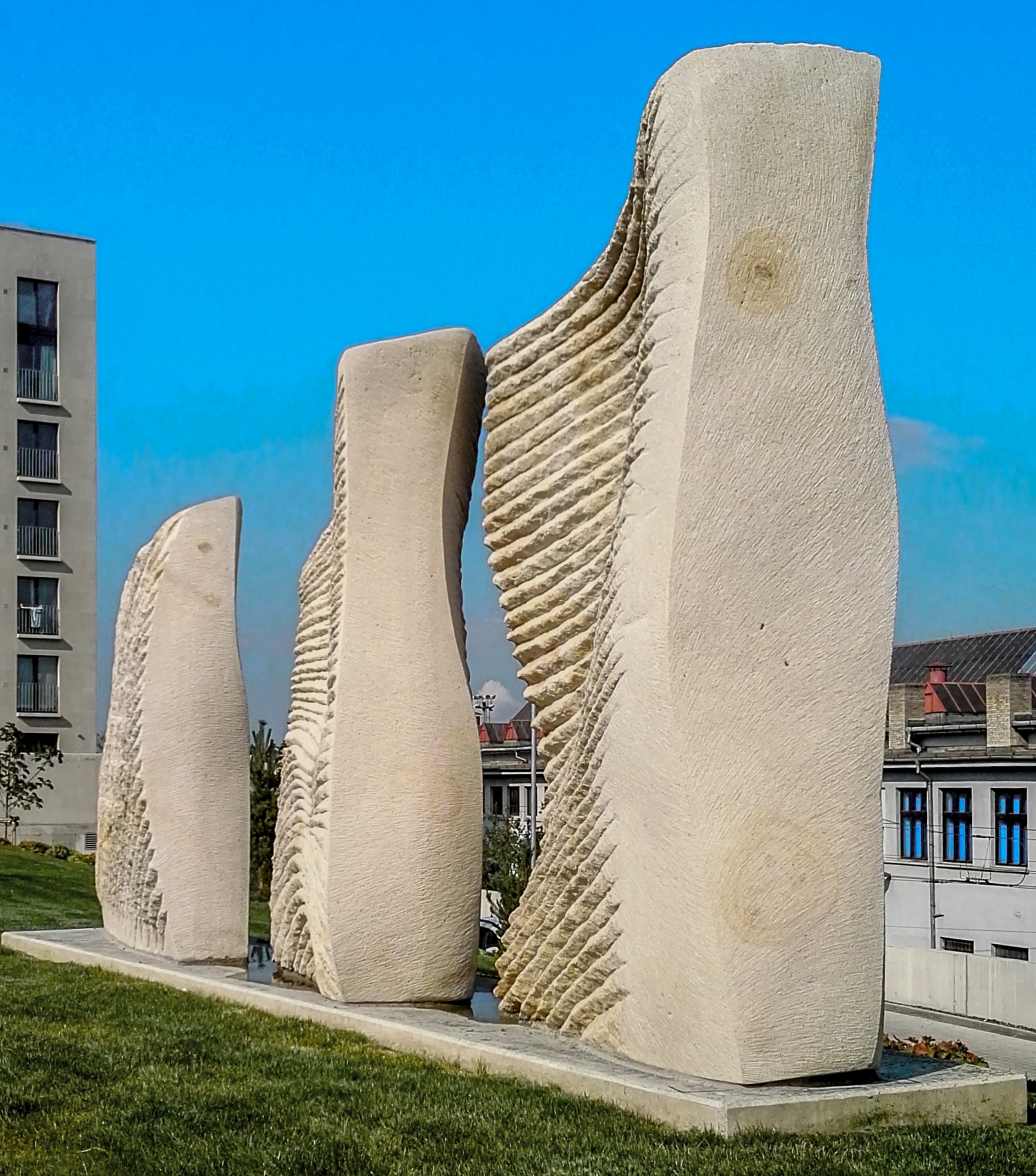
Naděje, Láska a Víra v Praze na Krejcárku

V roce 2011 potápěči ze spolku Willyteam oslovili sochaře Váňu s prosbou o sochu sv. Jana Nepomuckého, která kdysi stávala pod obcí Slapy poblíž břehu Vltavy v místě zatopeném při vybudování Slapské přehrady. Dlouho nebylo jasné, jak bude socha vypadat. Díky neobvyklému požadavku – vytesat kamennou sochu a potopit ji pod vodu – se ale v mysli akademického sochaře začala rýsovat jasná vize. „Je mnoho klasických zpodobnění sv. Jana Nepomuckého, tradičních i netradičních, ale tu hlavní událost jeho života ještě nikdo nezpodobnil. Jde o zázračnou chvíli mezi životem zde a tam, lidé jí říkají smrt a tenhle světec tu zlomovou chvíli prožil pod vodou. Tam skončil proto, že se držel své víry tak dalece, že ho utopili, a tak bych chtěl udělat sochu, jak se drží kříže, svého předmětu víry, a dívá se nahoru, to je vlastně z vody.“ Socha nazvaná Setkání sv. Jana s andělem byla ponořena na dno slapské přehrady v květnu 2012.

### Strom života
Třímetrový Strom života připomínající kříž byl v roce 2018 umístěn na kopec Vejdoch nad obcí Jámy. Dílo, které má symbolizovat víru v budoucnost i poděkování za vznik vlasti, vytvořil Petr Váňa z božanovského pískovce podle návrhu Jiřího Šikla, starosty Jam, kterého údajně inspiroval jeho vlastní sen.

### Oltář v kostele Nejsvětějšího srdce Páně na Vinohradech
Oltář v kostele Nejsvětějšího srdce Páně, Praha, realizace podle návrhu architektů Josefa Pleskota a Norberta Schmidta. Posvěcen byl 24. listopadu 2018.

### Sousoší v Praze na Krejcárku
V březnu 2020 bylo u pěti bytových bloků v Praze na Krejcárku (u Novovysočanské ulice) instalováno sousoší Naděje, Láska a Víra, které Petr Váňa navrhl jako tři velké kamenné plachty z božanovského pískovce.

### Kostel Krista Spasitele (Praha-Barrandov)
Pro interiér kostela Krista Spasitele v Praze na Barrandově vytvořil Petr Váňa, ve spolupráci s profesorem ak. soch. Stanislavem Kolíbalem, soubor liturgických prvků (oltář, ambon, křtitelnice). Navrhl a vytvořil sochu Panny Marie, svatostánek, schránku na oleje, kropenky a konsekrační kříže. Navrhl rovněž vitráž na pravé boční stěně hlavní lodě (Andělé) a vitráže ve dveřích zpovědnic (Kristus a cizoložnice, Lotr po pravici). Realizaci vitráží provedla společnost Jiřička-Coufal. Petr Váňa je rovněž spoluautorem výtvarného řešení skříně varhan, realizátorem je varhanářská dílna Kánský-Brachtl (Krnov).

#### Galerie – Kostel Krista Spasitele (Praha-Barrandov)

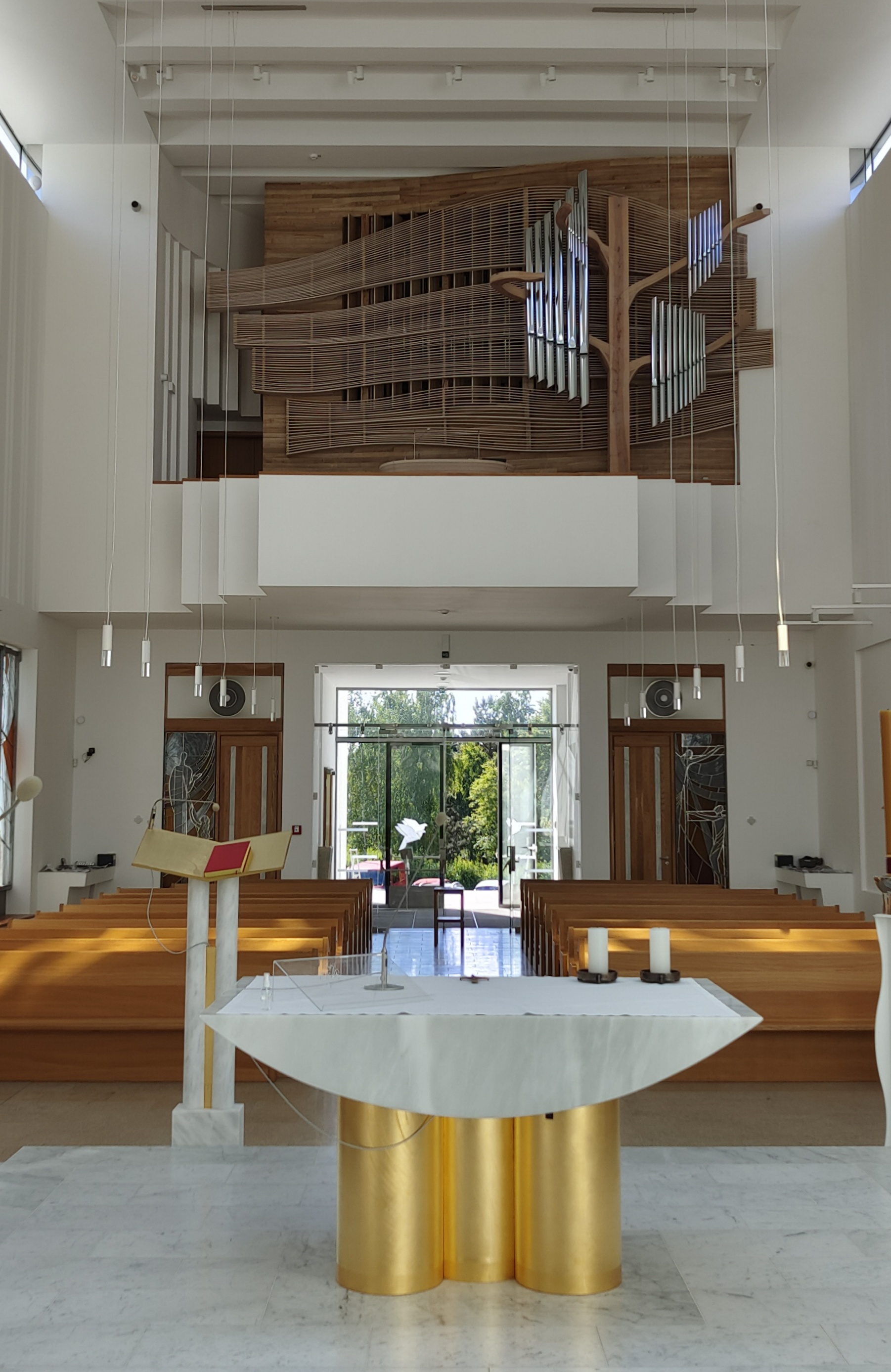
Varhanní skříň + Strom poznání dobra a zla
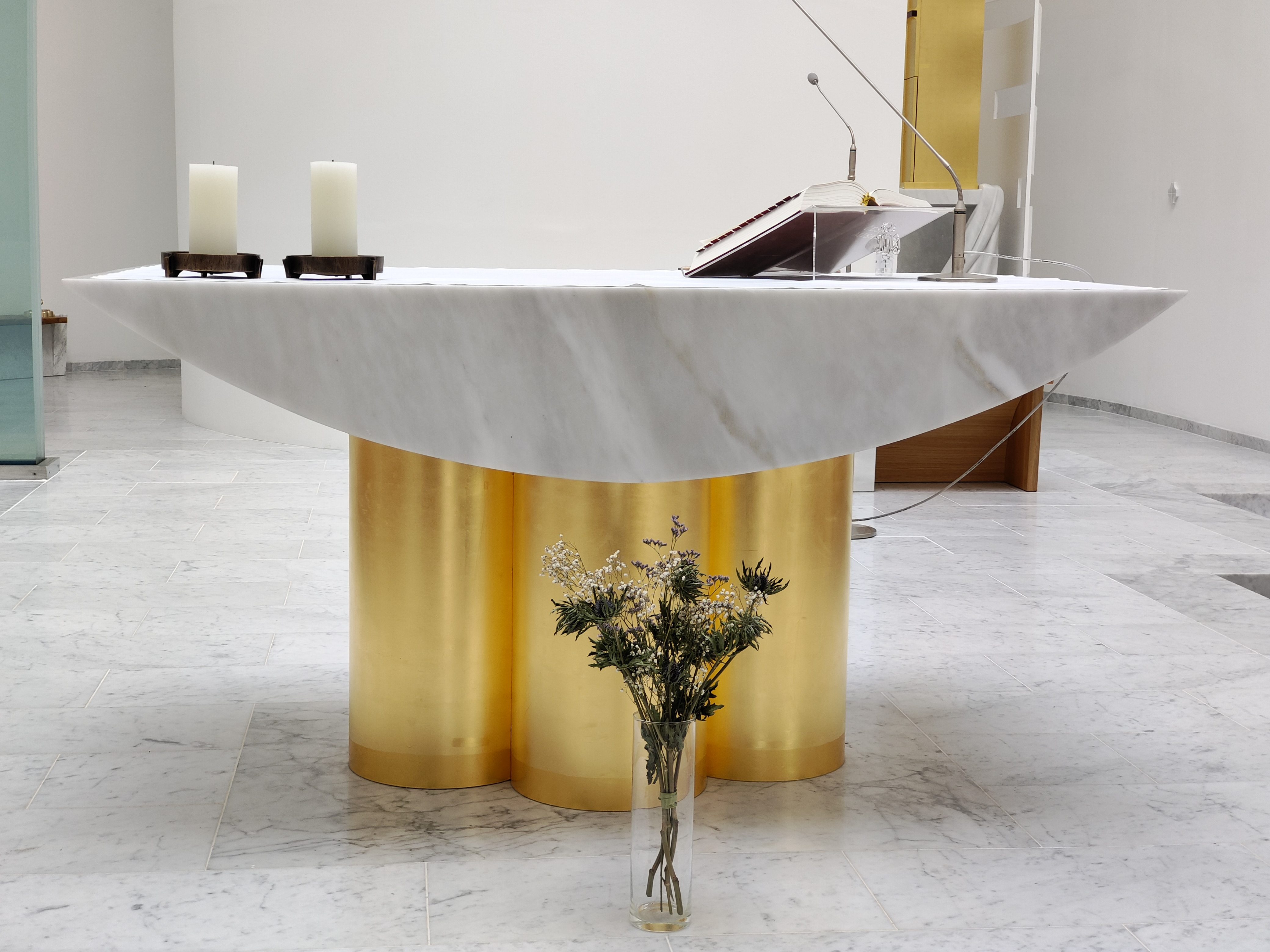
Oltář
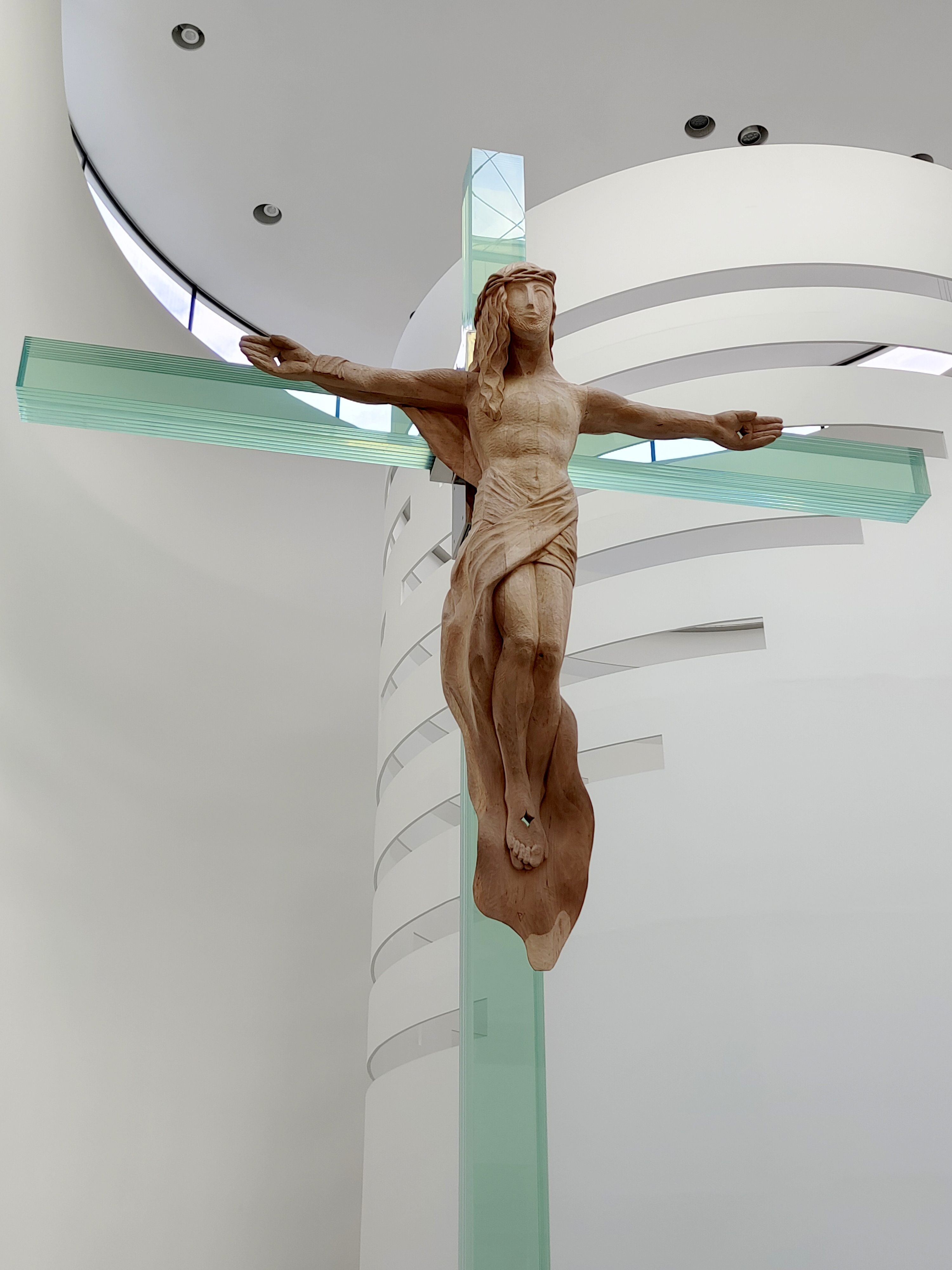
Korpus Krista
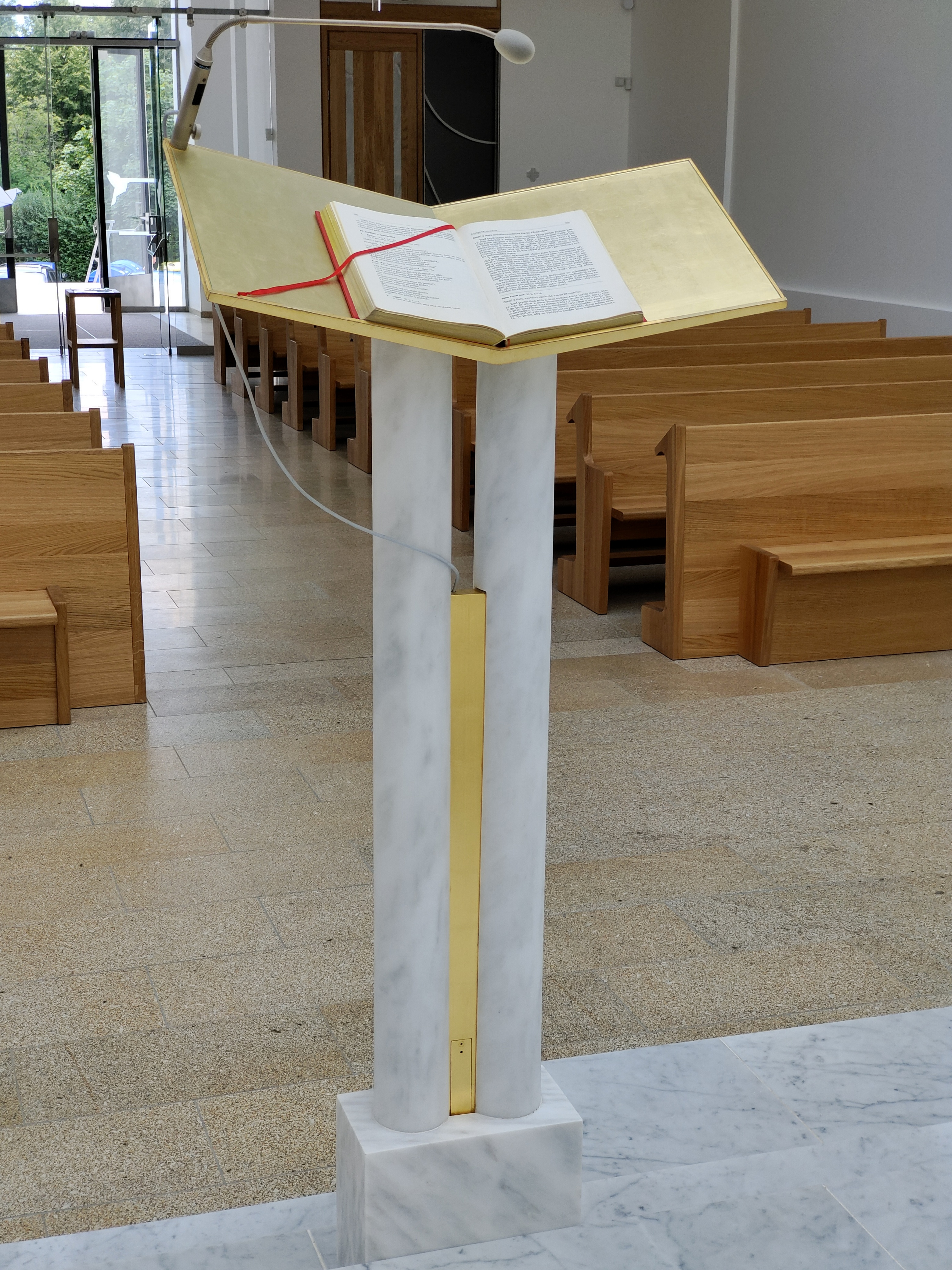
Ambon
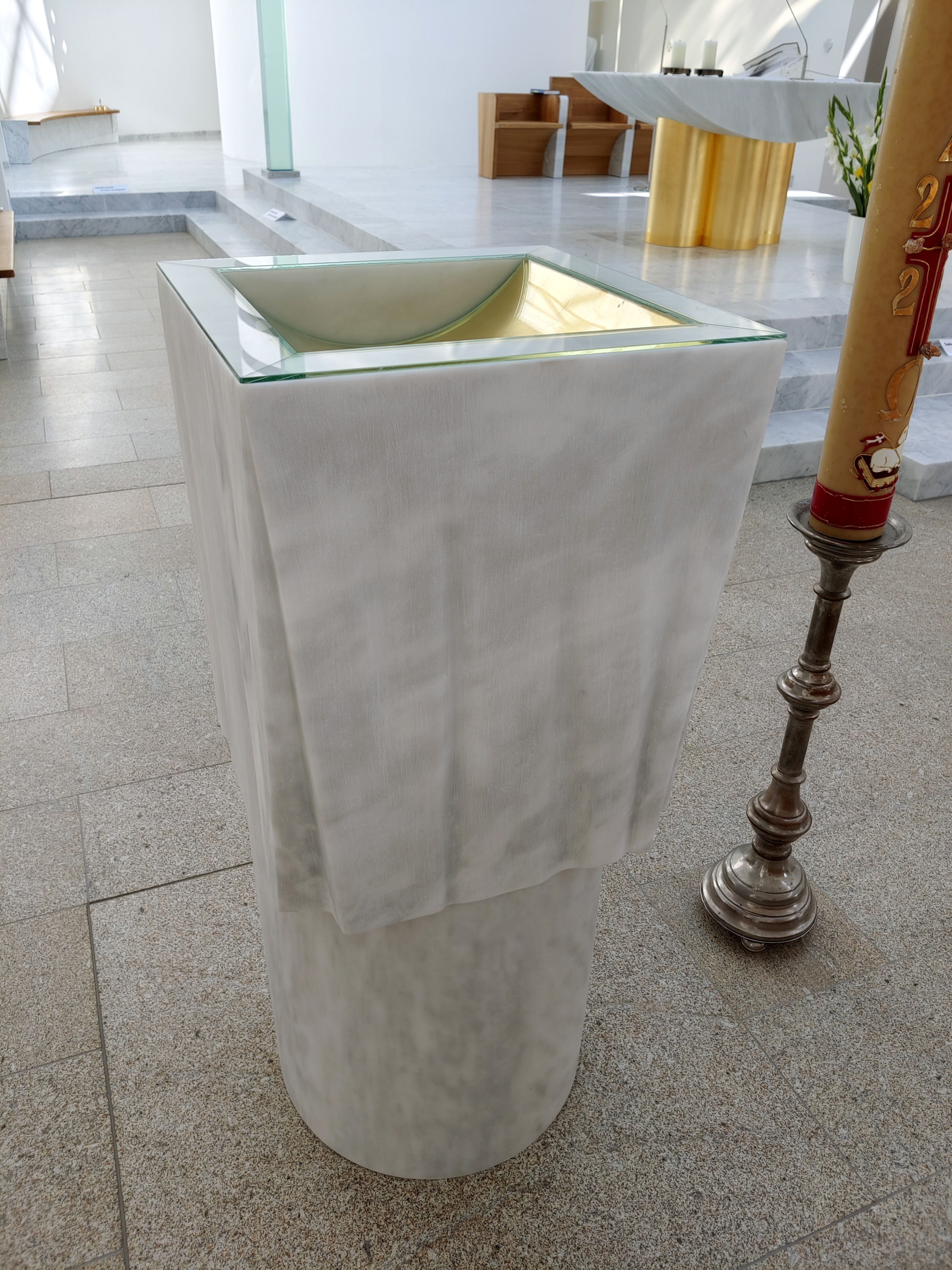
Křtitelnice
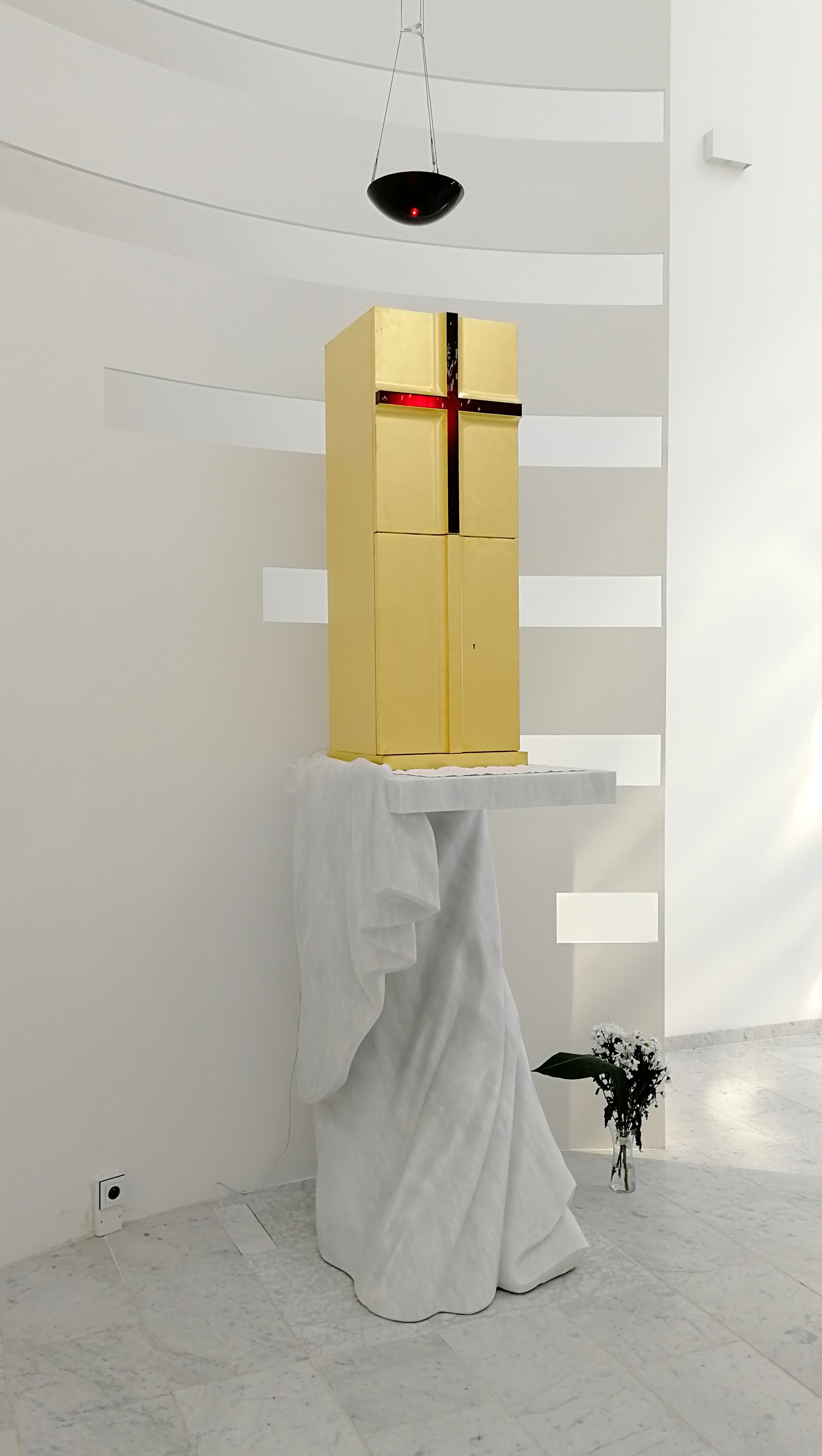
Sanktuárium
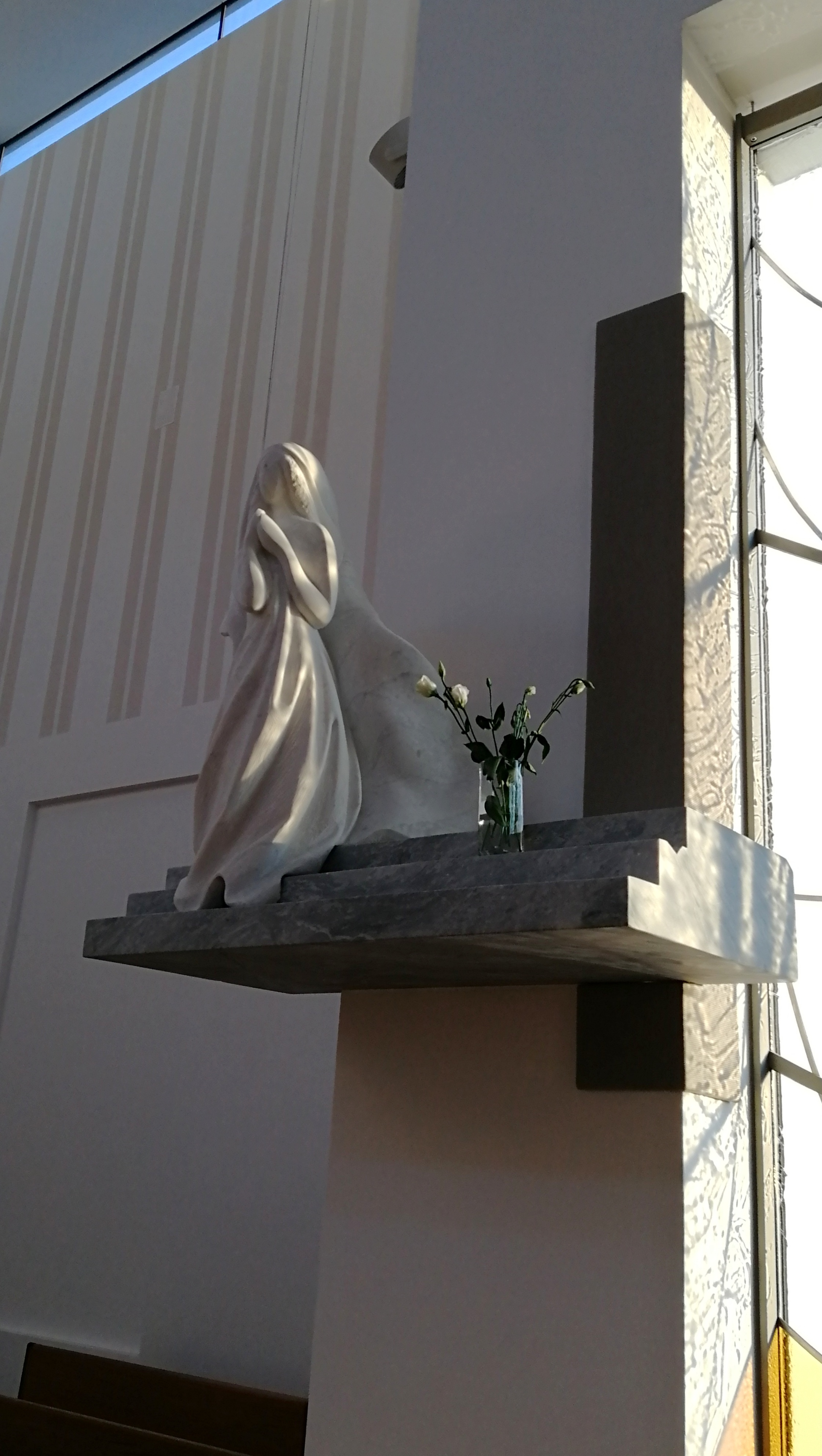
Panna Marie
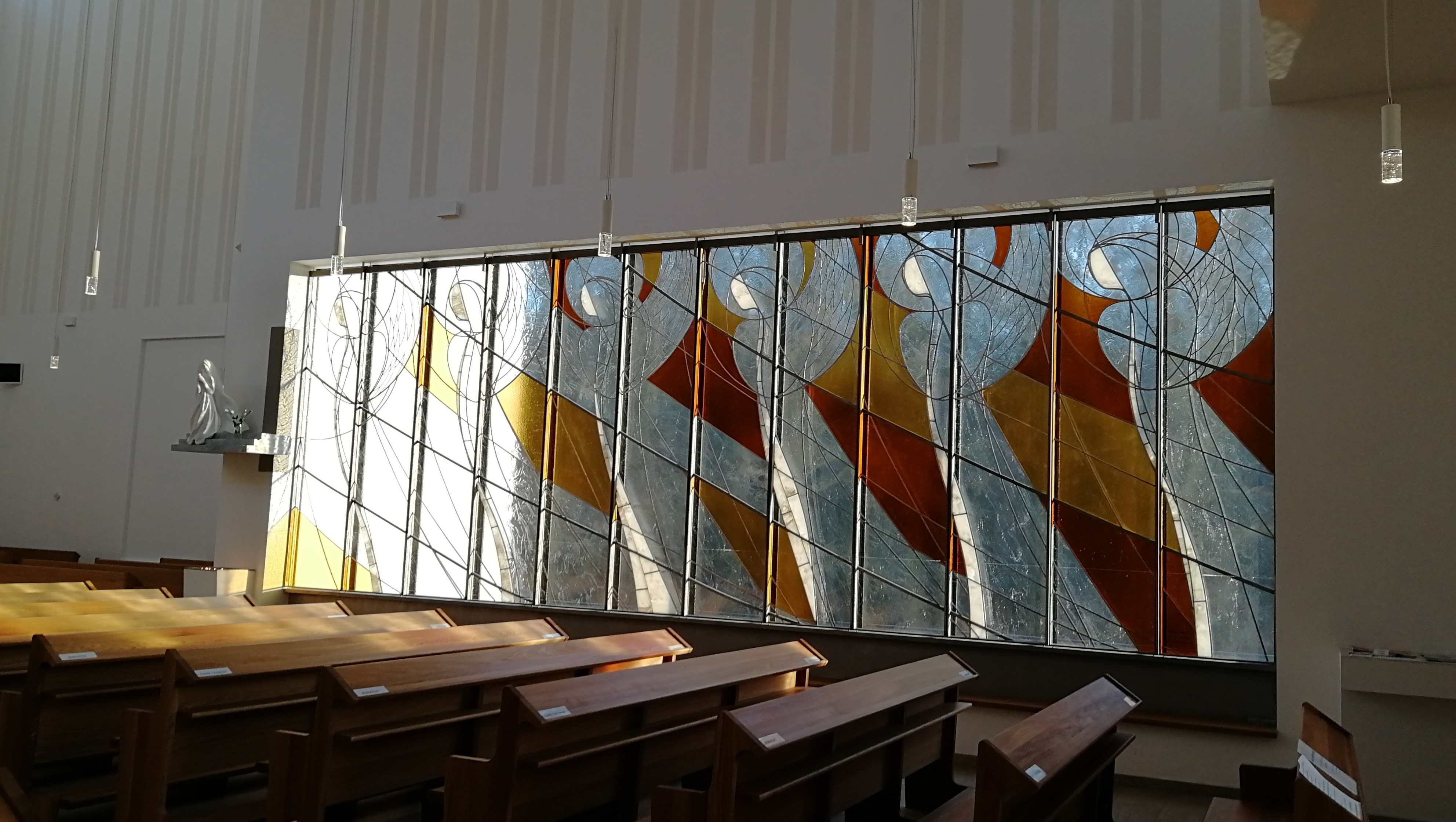
Vitráž Andělé
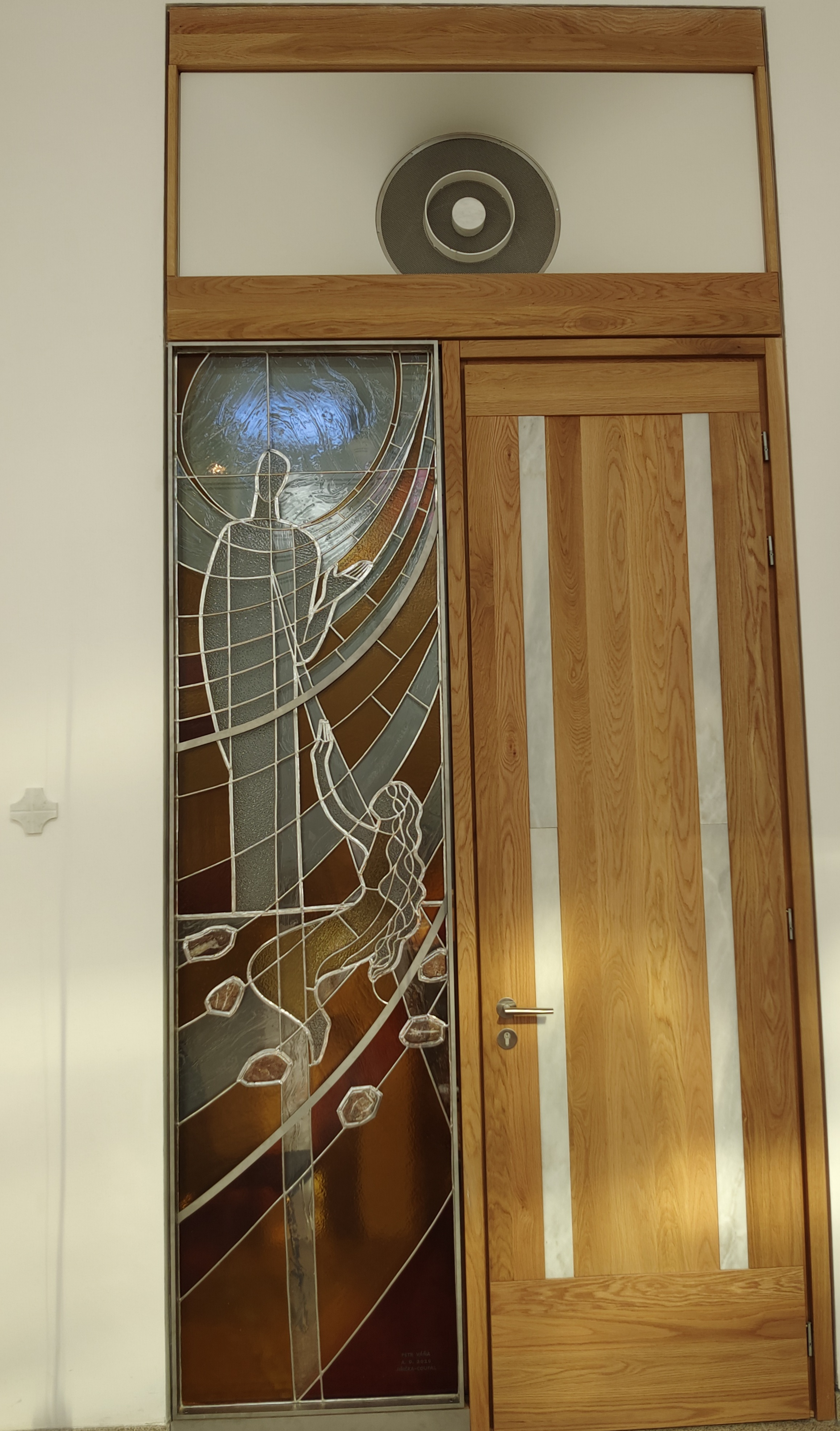
Vitráž ve zpovědnici vpravo (Kristus a cizoložnice)
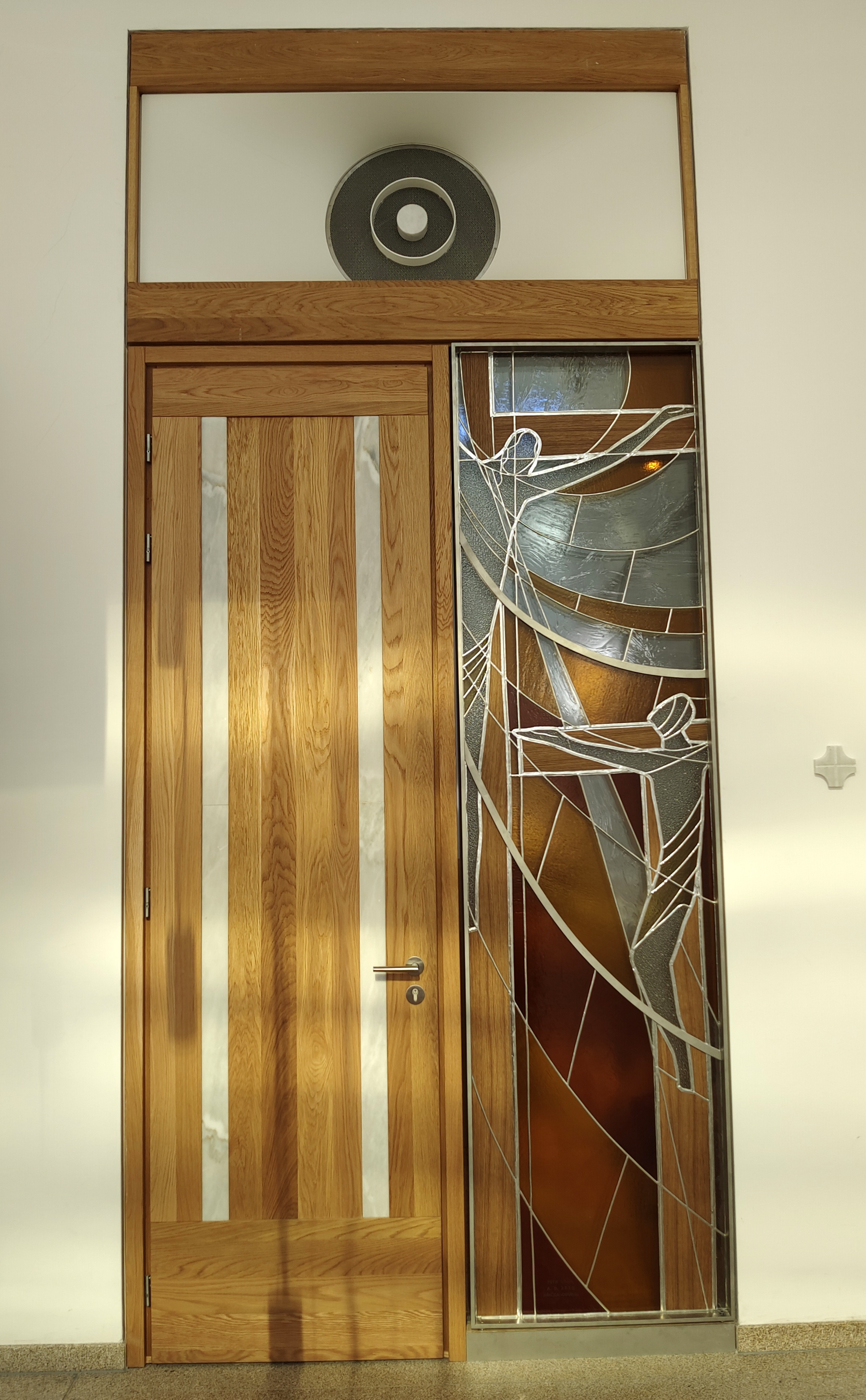
Vitráž ve zpovědnici vlevo (Ježíš a kající lotr na kříži)
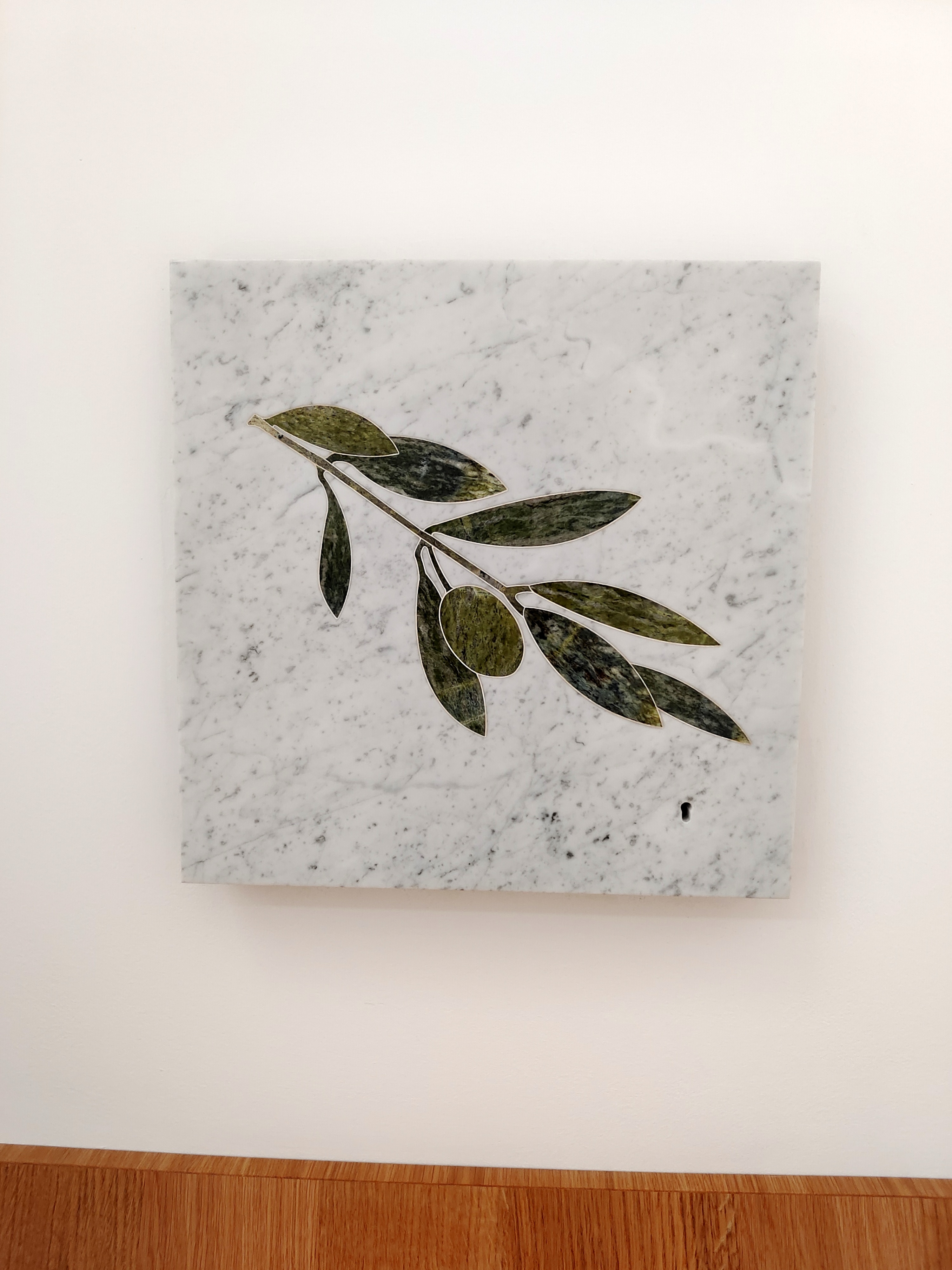
Schránka na posvátné oleje
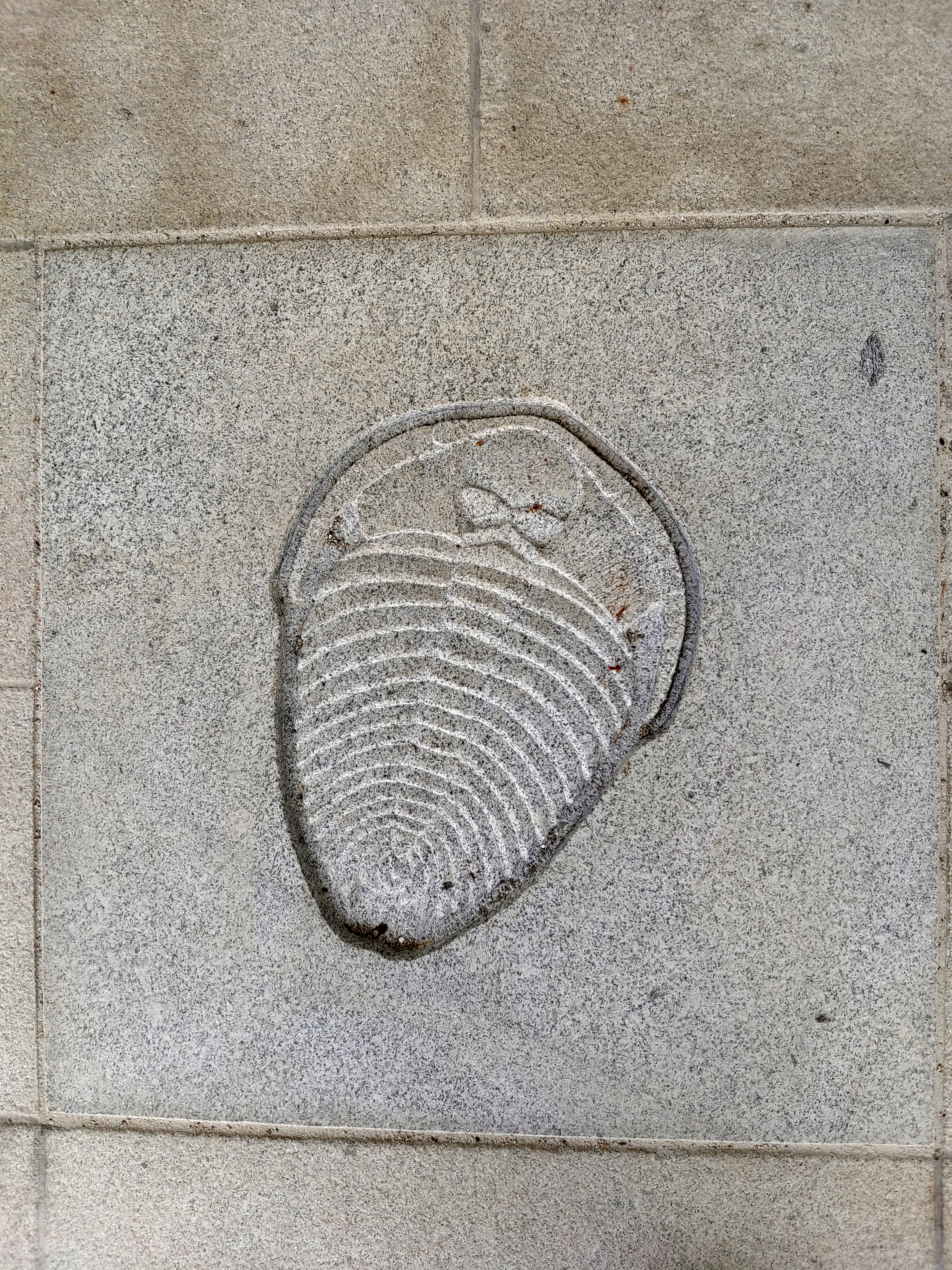
Dlaždice s trilobitem